# Cavadinești
Cavadinești è un comune della Romania di 3 131 abitanti, ubicato nel distretto di Galați, nella regione storica della Moldavia.
Il comune è formato dall'unione di 4 villaggi: Cavadinești, Comănești, Gănești, Vădeni.